# جایزه بزرگ ایتالیا ۱۹۷۱
جایزه بزرگ ایتالیا ۱۹۷۱ (انگلیسی: ‎1971 Italian Grand Prix‎) یک مسابقهٔ موتوری در رشتهٔ اتومبیل‌رانی فرمول یک بود که در تاریخ ۵ سپتامبر ۱۹۷۱ در پیست ناتزیوناله مونتزا واقع در مونتزا، لمباردی، ایتالیا برگزار شد. این گراند پری در میان ۱۱ گراند پری در فصل ۱۹۷۱، مسابقهٔ شمارهٔ ۹ بود.
در این مسابقه که در ۵۵ دور و به مسافت ۳۱۶٫۲۵ کیلومتر (۱۹۶٫۵۰۹ مایل) برگزار شد، پول پوزیشن توسط کریس ایمون کسب شد و سریع‌ترین زمان برای طی یک دور پیست که برابر با ۱:۲۳٫۸ بود نیز توسط هنری پسکارولو به ثبت رسید.
پیتر گتین از تیم بی‌آرام، رونی پیترسن از تیم مارچ-فورد و فرانسوا سورت از تیم تایرل-فورد به‌ترتیب مقام‌های اول تا سوم مسابقه را کسب کردند.

## رده‌بندی قهرمانی پس از مسابقه
|       | جایگاه | راننده           | امتیاز |
| ----- | ------ | ---------------- | ------ |
|       | ۱      | جکی استوارت      | ۵۱     |
| ۱     | ۲      | رونی پیترسن      | ۲۳     |
| ۱     | ۳      | ژاکی ایکس        | ۱۹     |
| ۴     | ۴      | فرانسوا سورت     | ۱۶     |
| ۱     | ۵      | امرسون فیتیپالدی | ۱۶     |
| منبع: |        |                  |        |

|       | جایگاه | سازنده     | امتیاز |
| ----- | ------ | ---------- | ------ |
|       | ۱      | تایرل-فورد | ۵۵     |
|       | ۲      | فراری      | ۳۲     |
|       | ۳      | بی‌آرام     | ۳۰     |
| ۱     | ۴      | مارچ-فورد  | ۲۴     |
| ۱     | ۵      | لوتوس-فورد | ۱۹     |
| منبع: |        |            |        |

یادداشت
- تنها پنج جایگاه نخست از هر رده‌بندی نمایش داده شده‌است.